# Abdullah Senussi
Abd Allah al-Sanussi in arabo عبد الله السنوسي‎?, ʿAbd Allāh al-Sanūssī (Khartum, 5 dicembre 1949) è un generale sudanese naturalizzato libico, cognato di Muʿammar Gheddafi, che ha guidato per 42 anni la Libia dal 1969 al 2011, essendo sposato con la sorella della moglie di Gheddafi..

## Biografia
Secondo il quotidiano britannico The Guardian s'è guadagnato la fama di uomo brutale fin dagli anni settanta. Durante gli anni ottanta, ha guidato i servizi di sicurezza interni libici, all'epoca in cui numerosi oppositori di Gheddafi furono uccisi. Più di recente è stato descritto come il capo dell'Intelligence militare, ma non è chiaro se egli ricoprisse qualche altra carica ufficiale fino alla caduta del regime.
Nel 1999 fu giudicato in contumacia in Francia per il ruolo da lui svolto in occasione dell'attentato al Volo UTA 772, fatto esplodere nel 1989 con una bomba mentre il velivolo sorvolava il Niger e che causò la morte di 170 passeggeri. I libici credono che egli sia responsabile del massacro di circa 1.200 detenuti nel famigerato carcere Abu Salim di Tripoli nel 1996. Si pensa anche che egli sia coinvolto nel complotto che avrebbe avuto come obiettivo l'assassinio nel 2003 del principe ereditario saudita ʿAbd Allāh.
WikiLeaks lo descrive come un confidente di Gheddafi. Durante la guerra civile libica del 2011, è stato accusato di aver orchestrato stragi nella città di Benghazi e di aver reclutato mercenari stranieri, colpevoli di numerose atrocità contro la popolazione civile. Si dice che egli abbia interessi notevoli in Libia. Il 1º marzo il quotidiano libico di Benghazi Qūrīnā (in arabo قورينا‎?, ossia "Cirene") ha pubblicato la notizia secondo cui Gheddafi lo avrebbe congedato.
Il 16 maggio 2011, il pubblico ministero della Corte internazionale di giustizia ha annunciato che si pensava di ordinarne l'arresto sotto l'imputazione di crimini contro l'umanità. Il 21 luglio 2011, fonti dell'opposizione libica hanno annunciato che al-Sanussi era stato ucciso nel corso di un attacco condotto da ribelli armati a Tripoli; tuttavia (come spesso si è verificato) poche ore più tardi le stesse fonti hanno smentito la notizia, e qualcuno ha affermato che sarebbe stato solo ferito.
Dal 30 agosto 2011, nuove infondate informazioni sostennero che al-Sanussi ed il figlio del col. Gheddafi, Khamīs sarebbero entrambi stati uccisi durante gli scontri coi ribelli a Tarhuna. I ribelli hanno pure sostenuto di essere convinti che anche il figlio di al-Sanussi, Muhammad, sarebbe stato ucciso. È stato arrestato il 17 marzo 2012, nell'aeroporto di Nouakchott (Mauritania), con passaporto falso del Mali, proveniente da Casablanca. È stato estradato in Libia il 5 settembre 2012.
Nel luglio 2015 è stato condannato a morte, ma ha presentato appello.